# Die Hölle von Oklahoma
Die Hölle von Oklahoma (Originaltitel: In Old Oklahoma) ist ein Western mit John Wayne, der im Jahre 1943 gedreht wurde. Er basiert auf der Geschichte War of the Wildcats von Thomson Burtis. Die Weltpremiere fand am 6. Dezember 1943 statt.

## Handlung
Oklahoma im Jahr 1906: Die Lehrerin Catherine Allen lernt den Geschäftsmann Jim Gardner und den Cowboy Dan Somers kennen. Gardner bohrt ohne Rücksicht auf die einheimischen Indianer und Siedler nach Öl. Somers lässt sich von Gardner als Mitarbeiter engagieren. Da Somers sowohl zu den Indianern als auch nach Washington die besseren Beziehungen hat, bootet er Gardner aus und übernimmt die Ölbohrung auf eigene Faust. Gardner sabotiert Somers Unternehmung nach Leibeskräften, muss sich aber letztendlich Somers Durchsetzungskraft beugen. Auch in der Rivalität um Catherine Allen behält Somers die Oberhand.

## Auszeichnungen
Der Film wurde 1944 für zwei Oscars in den Kategorien bester Ton und beste Filmmusik nominiert, konnte aber keinen gewinnen.

## Kritiken
- „Temperament und Humor, aber sehr rauhe Wildwestgangart.“[1]
- „Höhepunkt in diesem Öl-Western ist eine gewaltige Prügelei zwischen dem Cowboy John Wayne und seinem Widersacher Dekker (…).“ (Wertung: 2 Sterne = durchschnittlich)[2]
- Joe Hembus merkt an, Die Hölle von Oklahoma sei „ein turbulenter Film von der Öl-Grenze, die nach der Vieh- und der Goldgrenze die last frontier des Westens war.“[3]
- Phil Hardy stellt fest, das Beste am Film seien „die Actionsequenzen, insbesondere der Konvoi ölbefüllter Wagen durch die Prärie während eines Buschfeuers“[4]